# Sevilla Fútbol Club 2017-2018
Questa voce raccoglie le informazioni riguardanti il Sevilla Fútbol Club nelle competizioni ufficiali della stagione 2017-2018.

## Divise e sponsor
| Casa | Trasferta | Terza divisa |

Sponsor ufficiale: nessuno
Fornitore tecnico: New Balance

## Rosa
In corsivo i calciatori ceduti durante la stagione
| N. |                       | Ruolo | Calciatore          |
| -- | --------------------- | ----- | ------------------- |
| 1  | Spagna (bandiera)     | P     | Sergio Rico         |
| 2  | Francia (bandiera)    | D     | Sébastien Corchia   |
| 3  | Francia (bandiera)    | D     | Lionel Carole       |
| 3  | Messico (bandiera)    | D     | Miguel Layún        |
| 4  | Danimarca (bandiera)  | D     | Simon Kjær          |
| 5  | Francia (bandiera)    | C     | Clément Lenglet     |
| 6  | Portogallo (bandiera) | D     | Daniel Carriço      |
| 7  | Danimarca (bandiera)  | C     | Michael Krohn-Dehli |
| 7  | Spagna (bandiera)     | C     | Roque Mesa          |
| 8  | Argentina (bandiera)  | A     | Walter Montoya      |
| 8  | Brasile (bandiera)    | D     | Guilherme Arana     |
| 9  | Francia (bandiera)    | A     | Wissam Ben Yedder   |
| 10 | Argentina (bandiera)  | C     | Éver Banega         |
| 11 | Argentina (bandiera)  | A     | Joaquín Correa      |
| 12 | Germania (bandiera)   | C     | Johannes Geis       |
| 13 | Spagna (bandiera)     | P     | David Soria         |
| 14 | Argentina (bandiera)  | C     | Guido Pizarro       |

| N. |                        | Ruolo | Calciatore                      |
| -- | ---------------------- | ----- | ------------------------------- |
| 15 | Francia (bandiera)     | C     | Steven Nzonzi                   |
| 16 | Spagna (bandiera)      | C     | Jesús Navas                     |
| 17 | Spagna (bandiera)      | C     | Pablo Sarabia                   |
| 18 | Spagna (bandiera)      | D     | Sergio Escudero (vice capitano) |
| 19 | Brasile (bandiera)     | C     | Ganso                           |
| 20 | Colombia (bandiera)    | A     | Luis Muriel                     |
| 21 | Argentina (bandiera)   | D     | Nicolás Pareja (capitano)       |
| 21 | Paesi Bassi (bandiera) | C     | Quincy Promes                   |
| 22 | Italia (bandiera)      | C     | Franco Vázquez                  |
| 23 | Spagna (bandiera)      | C     | Borja Lasso                     |
| 23 | Spagna (bandiera)      | A     | Sandro Ramírez                  |
| 24 | Spagna (bandiera)      | A     | Nolito                          |
| 25 | Argentina (bandiera)   | D     | Gabriel Mercado                 |
| 30 | Spagna (bandiera)      | A     | Carlos Fernández Luna           |
| 31 | Spagna (bandiera)      | D     | Alejandro Pozo                  |
| 32 | Spagna (bandiera)      | P     | Juan Soriano                    |
| 36 | Spagna (bandiera)      | A     | José Antonio Lara               |

## Risultati

### Primera División

#### Girone di andata
| Arbitro: | Hernández Hernández |

|             |           |                   |
| Lenglet 26’ | Marcatori | 35’ Léo Baptistão |

| Arbitro: | Undiano Mallenco |

|  |           |           |
|  | Marcatori | 83’ Ganso |

| Arbitro: | Hernández Hernández |

|                                       |           |  |
| Ganso 46’ Ben Yedder 76’ Nolito 90+2’ | Marcatori |  |

| Arbitro: | De Burgos Bengoetxea |

|  |           |            |
|  | Marcatori | 69’ Muriel |

| Arbitro: | González González |

|                 |           |  |
| Jesús Navas 84’ | Marcatori |  |

| Arbitro: | Martínez Munuera |

|                            |           |  |
| Carrasco 46’ Griezmann 69’ | Marcatori |  |

| Arbitro: | Trujillo Suárez |

|                              |           |  |
| Banega 68’ (rig.) Muriel 70’ | Marcatori |  |

| Arbitro: | Iglesias Villanueva |

|           |           |  |
| Vesga 43’ | Marcatori |  |

| Arbitro: | Estrada Fernández |

|                                        |           |  |
| Guedes 43’, 90+2’ Zaza 51’ S. Mina 85’ | Marcatori |  |

| Arbitro: | Medié Jiménez |

|                            |           |                 |
| Ben Yedder 20’ Sarabia 54’ | Marcatori | 48’ Szymanowski |

| Arbitro: | González González |

|                       |           |             |
| Paco Alcácer 23’, 65’ | Marcatori | 59’ Pizarro |

| Arbitro: | Del Cerro Grande |

|                       |           |                |
| Muriel 36’ Nolito 48’ | Marcatori | 48’ Maxi Gómez |

| Arbitro: | Alberola Rojas |

|                       |           |                                           |
| Bakambu 19’ Bacca 53’ | Marcatori | 56’ Lenglet 57’ Vázquez 78’ (rig.) Banega |

| Arbitro: | Sánchez Martínez |

|                                |           |  |
| Ben Yedder 45’ Krohn-Dehli 76’ | Marcatori |  |

| Arbitro: | Martínez Munuera |

|                                                       |           |  |
| Nacho 3’ Ronaldo 23’, 31’ (rig.) Kroos 38’ Hakimi 42’ | Marcatori |  |

| Siviglia 15 dicembre 2017, ore 21:00 CET 16ª giornata | Siviglia            | 0 – 0 referto | Levante | Estadio Ramón Sánchez-Pizjuán (25 803 spett.)\| Arbitro: \| Iglesias Villanueva \| |
| Arbitro:                                              | Iglesias Villanueva |               |         |                                                                                    |

| Arbitro: | Hernández Hernández |

|                                       |           |                |
| I. Martínez 17’ Zubeldia 76’ Vela 90’ | Marcatori | 44’ Ben Yedder |

| Arbitro: | Gil Manzano |

|                                     |           |                                                       |
| Ben Yedder 13’ Kjær 40’ Lenglet 67’ | Marcatori | 1’ Fabián 21’ Feddal 63’ Durmisi 65’ León 90+5’ Tello |

| Arbitro: | Sánchez Martínez |

|                 |           |  |
| Manu García 52’ | Marcatori |  |

#### Girone di ritorno
| Arbitro: | Undiano Mallenco |

|  |           |                                    |
|  | Marcatori | 15’ Vázquez 34’ Sarabia 90’ Muriel |

| Arbitro: | Alberola Rojas |

|            |           |             |
| Muriel 72’ | Marcatori | 90+3’ Ángel |

| Arbitro: | Trujillo Suárez |

|                                                 |           |                    |
| Kike 1’ Orellana 17’, 61’ Ramis 32’ Arbilla 83’ | Marcatori | 21’ (rig.) Sarabia |

| Arbitro: | Jaime Latre |

|             |           |  |
| Sarabia 46’ | Marcatori |  |

| Arbitro: | Iglesias Villanueva |

|                    |           |                            |
| Calleri 82’ (rig.) | Marcatori | 35’ Ben Yedder 50’ Sarabia |

| Arbitro: | Martínez Munuera |

|                        |           |                                                         |
| Sarabia 85’ Nolito 89’ | Marcatori | 29’ Diego Costa 42’, 51’ (rig.), 81’ Griezmann 65’ Koke |

| Arbitro: | Del Cerro Grande |

|  |           |               |
|  | Marcatori | 15’ J. Correa |

| Arbitro: | Undiano Mallenco |

|                        |           |  |
| Muriel 27’ Vázquez 32’ | Marcatori |  |

| Arbitro: | De Burgos Bengoetxea |

|  |           |                  |
|  | Marcatori | 25’, 68’ Rodrigo |

| Arbitro: | Alberola Rojas |

|                        |           |           |
| Bustinza 41’ Eraso 69’ | Marcatori | 90’ Layún |

| Arbitro: | González González |

|                        |           |                      |
| Vázquez 36’ Muriel 50’ | Marcatori | 88’ Suárez 89’ Messi |

| Arbitro: | Izquierdo |

|                                           |           |           |
| Arana 38’ (aut.) Iago Aspas 57’, 60’, 78’ | Marcatori | 90’ Layún |

| Arbitro: | González Fuertes |

|                       |           |                    |
| Nolito 78’ Nzonzi 82’ | Marcatori | 36’ Raba 68’ Bacca |

| La Coruña 17 aprile 2018, ore 19:30 CEST 33ª giornata | Deportivo La Coruña | 0 – 0 referto | Siviglia | Riazor (24 374 spett.)\| Arbitro: \| Medié Jiménez \| |
| Arbitro:                                              | Medié Jiménez       |               |          |                                                       |

| Arbitro: | Mateu Lahoz |

|                                           |           |                                |
| Ben Yedder 26’ Layún 45’ Ramos 84’ (aut.) | Marcatori | 87’ Mayoral 90+5’ (rig.) Ramos |

| Arbitro: | González González |

|                       |           |                  |
| Roger 11’ Morales 74’ | Marcatori | 16’ C. Fernández |

| Arbitro: | Jaime Latre |

|                   |           |  |
| Banega 47’ (rig.) | Marcatori |  |

| Arbitro: | Izquierdo |

|                     |           |                         |
| Bartra 5’ Loren 81’ | Marcatori | 55’ Ben Yedder 79’ Kjær |

| Arbitro: | Del Cerro Grande |

|                |           |  |
| Ben Yedder 28’ | Marcatori |  |

### Coppa del Re
| Arbitro: | Trujillo Suárez |

|  |           |                                      |
|  | Marcatori | 25’ Sarabia 35’ J. Correa 51’ Muriel |

| Arbitro: | Hernández Hernández |

|                                           |           |  |
| Ben Yedder 3’, 6’ Ganso 42’ J. Correa 66’ | Marcatori |  |

| Arbitro: | Mateu Lahoz |

|  |           |                           |
|  | Marcatori | 9’ Nolito 23’ Jesús Navas |

| Arbitro: | De Burgos Bengoetxea |

|                              |           |                   |
| Ben Yedder 31’ J. Correa 54’ | Marcatori | 86’ Álvaro García |

| Arbitro: | Jaime Latre |

|                 |           |                               |
| Diego Costa 73’ | Marcatori | 80’ Jesús Navas 88’ J. Correa |

| Arbitro: | Hernández Hernández |

|                                           |           |               |
| Escudero 1’ Banega 48’ (rig.) Sarabia 79’ | Marcatori | 13’ Griezmann |

| Arbitro: | González González |

|            |           |            |
| Sivoas 56’ | Marcatori | 21’ Muriel |

| Arbitro: | Estrada Fernández |

|                           |           |  |
| J. Correa 15’ Vázquez 89’ | Marcatori |  |

| Arbitro: | Gil Manzano |

|  |           |                                                           |
|  | Marcatori | 14’, 40’ Suárez 31’ Messi 52’ Iniesta 69’ (rig.) Coutinho |

### UEFA Champions League

#### Spareggi
| Arbitro: | Clément Turpin |

|          |           |                             |
| Elia 64’ | Marcatori | 16’ Escudero 84’ Ben Yedder |

| Arbitro: | William Collum |

|                             |           |                    |
| Escudero 52’ Ben Yedder 75’ | Marcatori | 17’ Elia 83’ Višća |

#### Fase a gironi
| Arbitro: | Danny Makkelie |

|                       |           |                          |
| Firmino 21’ Salah 37’ | Marcatori | 5’ Ben Yedder 72’ Correa |

| Arbitro: | Aljaksej Kul'bakoŭ |

|                                 |           |  |
| Ben Yedder 27’, 38’, 83’ (rig.) | Marcatori |  |

| Arbitro: | Gianluca Rocchi |

|                                                             |           |          |
| Promes 18’, 90’ Melgarejo 58’ Glušakov 67’ Luiz Adriano 74’ | Marcatori | 30’ Kjær |

| Arbitro: | Artur Dias |

|                        |           |             |
| Lenglet 30’ Banega 59’ | Marcatori | 78’ Zé Luís |

| Arbitro: | Felix Brych |

|                                          |           |                          |
| Ben Yedder 51’, 60’ (rig.) Pizarro 90+3’ | Marcatori | 2’, 30’ Firmino 22’ Mané |

| Arbitro: | Ovidiu Hațegan |

|             |           |           |
| Tavares 10’ | Marcatori | 75’ Ganso |

#### Fase ad eliminazione diretta
| Siviglia 21 febbraio 2018, ore 20:45 CET Ottavi di finale - Andata | Siviglia       | 0 – 0 referto | Manchester Utd | Estadio Ramón Sánchez Pizjuán (39 725 spett.)\| Arbitro: \| Clément Turpin \| |
| Arbitro:                                                           | Clément Turpin |               |                |                                                                               |

| Arbitro: | Danny Makkelie |

|               |           |                     |
| R. Lukaku 84’ | Marcatori | 74’, 78’ Ben Yedder |

| Arbitro: | Daniele Orsato |

|             |           |                                             |
| Sarabia 31’ | Marcatori | 37’ (aut.) Jesús Navas 68’ Thiago Alcántara |

| Monaco di Baviera 11 aprile 2018, ore 20:45 CEST Quarti di finale - Ritorno | Bayern Monaco  | 0 – 0 referto | Siviglia | Fußball Arena München (70 000 spett.)\| Arbitro: \| William Collum \| |
| Arbitro:                                                                    | William Collum |               |          |                                                                       |

## Statistiche

### Statistiche di squadra
| Competizione     | Punti | In casa | In casa | In casa | In casa | In casa | In casa | In trasferta | In trasferta | In trasferta | In trasferta | In trasferta | In trasferta | Totale | Totale | Totale | Totale | Totale | Totale | D.R |
| Competizione     | Punti | G       | V       | N       | P       | Gf      | Gs      | G            | V            | N            | P            | Gf           | Gs           | G      | V      | N      | P      | Gf     | Gs     | D.R |
| ---------------- | ----- | ------- | ------- | ------- | ------- | ------- | ------- | ------------ | ------------ | ------------ | ------------ | ------------ | ------------ | ------ | ------ | ------ | ------ | ------ | ------ | --- |
| Liga BBVA        | 58    | 19      | 11      | 5       | 3       | 31      | 22      | 19           | 6            | 2            | 11           | 18           | 36           | 38     | 17     | 7      | 14     | 49     | 58     | -9  |
| Coppa del Re     | -     | 4       | 4       | 0       | 0       | 11      | 2       | 4            | 3            | 1            | 0            | 8            | 2            | 8      | 7      | 1      | 0      | 19     | 4      | +15 |
| Champions League | 9     | 7       | 2       | 3       | 2       | 12      | 10      | 7            | 3            | 3            | 1            | 10           | 11           | 14     | 5      | 6      | 3      | 22     | 21     | +1  |
| Totale           | -     | 30      | 17      | 8       | 5       | 54      | 34      | 30           | 12           | 6            | 12           | 36           | 49           | 60     | 29     | 14     | 17     | 90     | 83     | +7  |

### Andamento in campionato
| Giornata  | 1 | 2 | 3 | 4 | 5 | 6 | 7 | 8 | 9 | 10 | 11 | 12 | 13 | 14 | 15 | 16 | 17 | 18 | 19 | 20 | 21 | 22 | 23 | 24 | 25 | 26 | 27 | 28 | 29 | 30 | 31 | 32 | 33 | 34 | 35 | 36 | 37 | 38 |
| --------- | - | - | - | - | - | - | - | - | - | -- | -- | -- | -- | -- | -- | -- | -- | -- | -- | -- | -- | -- | -- | -- | -- | -- | -- | -- | -- | -- | -- | -- | -- | -- | -- | -- | -- | -- |
| Luogo     | T | C | C | T | C | T | C | T | C | T  | C  | T  | C  | T  | C  | T  | C  | T  | C  | C  | T  | C  | T  | T  | C  | T  | C  | T  | C  | T  | C  | T  | C  | T  | C  | T  | C  | T  |
| Risultato | N | V | V | V | V | P | V | P | P | V  | P  | V  | V  | V  | P  | N  | P  | P  | P  | V  | N  | P  | V  | V  | P  | V  | V  | P  | P  | N  | P  | N  | N  | V  | P  | V  | N  | V  |
| Posizione | 1 | 5 | 8 | 8 | 7 | 7 | 7 | 7 | 7 | 7  | 6  | 6  | 4  | 4  | 4  | 4  | 4  | 4  | 4  | 5  | 5  | 5  | 5  | 5  | 6  | 5  | 5  | 5  | 6  | 7  | 7  | 7  | 7  | 7  | 7  | 7  | 7  | 7  |

Fonte:  Liga – Classifiche, su sport.sky.it, sport.sky.it (archiviato dall'url originale il 12 marzo 2014).
Legenda:

Luogo: C = Casa; T = Trasferta. Risultato: V = Vittoria; N = Pareggio; P = Sconfitta.